# Grand Prix automobile de Turquie 2020
GP précédent GP suivant
Le Grand Prix automobile de Turquie 2020 (Formula 1 DHL Turkish Grand Prix 2020) disputé le 15 novembre 2020 sur l'Otodrom Istanbul Park d'Istanbul est la 1032e épreuve du championnat du monde de Formule 1 courue depuis 1950. Il s'agit de la huitième édition du Grand Prix de Turquie comptant pour le championnat du monde de Formule 1, et de la quatorzième manche du championnat 2020.
La pandémie de Covid-19 ayant totalement chamboulé le calendrier de la saison 2020, la Formule 1 revient en Turquie neuf ans après le dernier Grand Prix couru, en 2011.
Lors de la première phase des qualifications, une pluie battante provoque une interruption de la session au drapeau rouge, à un peu moins de sept minutes de la fin, puis une deuxième après une sortie de piste de Romain Grosjean. Sur une piste gorgée d'eau, les Ferrari se noient lors de la seconde phase qualificative, tout comme Pierre Gasly, alors que Max Verstappen creuse des écarts impressionnants. Les pilotes Racing Point choisissent d'aborder la troisième phase en pneus intermédiaires et réalisent les meilleurs temps. Verstappen, en tête dans les deux premiers secteurs en pneus pluie, est toutefois en passe de les battre, mais il interrompt son tour pour s'engager dans la voie des stands et passer les pneus à bande verte ; ne trouvant pas suffisamment d'adhérence, il constate immédiatement son erreur tandis que Lance Stroll améliore son temps et devient le premier Canadien en pole position depuis Jacques Villeneuve en 1997. Il s'agit également de la première pole position d'une Racing Point et de la première fois de la saison qu'une Mercedes ne part pas en tête. Le pilote Red Bull s'intercale entre les deux monoplaces roses pour partir sur la première ligne. Sergio Pérez partage donc la deuxième ligne avec Alexander Albon. Daniel Ricciardo et Lewis Hamilton, auteur du sixième temps sont en troisième ligne. Esteban Ocon et Kimi Räikkönen partent depuis la quatrième ligne ; Valtteri Bottas, qui n'obtient que le neuvième temps, s'élance juste devant Antonio Giovinazzi.
Au terme des cinquante-huit tours d'une épreuve disputée sur une piste détrempée, Lewis Hamilton remporte sa dixième course de la saison, porte son record à quatre-vingt-quatorze victoires dont soixante-treize avec la même écurie, et surtout égale Michael Schumacher en étant sacré champion du monde pour la septième fois, à trois courses de la fin du championnat. Sur la ligne d'arrivée il devance de plus de trente secondes Sergio Pérez, qui préserve in extremis sa deuxième place face aux deux Ferrari, Sebastian Vettel obtenant son premier podium de la saison devant son coéquipier Charles Leclerc.
« Pour tous les enfants qui rêvent à des choses impossibles, vous pouvez le faire aussi ! » lâche un Lewis Hamilton très ému en regagnant la voie des stands après son tour d'honneur. Il remporte son septième titre mondial avec panache en ayant réussi à tenir cinquante tours avec le même train de pneus intermédiaires pour n'effectuer qu'un seul arrêt. Dans une course à rebondissements, particulièrement liée à la manière dont les pilotes ont su faire fonctionner et conserver en bon état leurs gommes tout d'abord « pleine pluie » puis à bande verte, à éviter les têtes-à-queue et autres sorties au large, le Britannique, pourtant hors du coup lors des séances d'essais puis en qualification, a déployé tout son sens de la course. Au départ, les Racing Point s'envolent, Max Verstappen patine et reste scotché alors que Sebastian Vettel réussit un départ canon et boucle le premier tour en troisième position, devant Verstappen, Alexander Albon et Hamilton sixième. Le ballet des premiers arrêts au stand commence dès le huitième tour, les pilotes passant en pneus intermédiaires pour continuer sur une piste qui ne sèchera jamais complètement. 
Suivi par son coéquipier, Stroll roule en tête jusqu'au trente-sixième tour où il est rappelé au stand pour un deuxième arrêt qui va totalement compromettre sa course. Alors que le Canadien ressort quatrième et ne va plus cesser de rétrograder jusqu'au neuvième rang final, Hamilton profite du deuxième arrêt de Vettel puis d'un tête-à-queue d'Albon pour partir à la chasse de Pérez qu'il dépasse, à l'aide de son aileron arrière mobile, dans la trente-septième boucle, s'installant définitivement aux commandes. Verstappen a perdu toute chance de victoire ou de podium après une toupie dans le dix-huitième tour alors qu'il tentait de dépasser le Mexicain.
Charles Leclerc, pilote le plus rapide en piste dans son troisième relais, se retrouve troisième au bout de quarante-trois tours, tentant de rattraper Pérez et suivi par son coéquipier Vettel. À plus de trente secondes d'Hamilton, les places restantes du podium se jouent dans le dernier chapelet de virages avant la ligne droite des stands et le drapeau à damier : alors que Leclerc a enfin réussi à dépasser Pérez, il commet ensuite un gros écart en bloquant ses roues, ce qui permet à Vettel de s'infiltrer devant lui, tandis que le Mexicain qui, comme Hamilton, n'a effectué qu'un seul arrêt, conserve sa position pour finir deuxième. Le quadruple champion du monde allemand connaît les joies du podium pour la première fois de l'année ; il est même élu pilote du jour. Son coéquipier termine quatrième, juste devant Carlos Sainz. Tout comme Valtteri Bottas (auteur de pas moins de six tête-à-queue), les pilotes Red Bull, multiplient les figures sur la piste stambouliote, et passent la ligne d'arrivée en sixième et septième position, Verstappen dépassant Albon à six tours du terme. Lando Norris, auteur d'une belle remontée, agrémente sa huitième place du point bonus du meilleur tour en course, réalisé dans la dernière boucle. Stroll, en tête durant plus de la moitié de la course, l'achève au neuvième rang, devant Daniel Ricciardo qui s'adjuge le dernier point en jeu. 
Grâce à ses dix victoires en quatorze courses, toutes terminées dans les points en ne manquant que deux fois le podium, Lewis Hamilton (307 points) remporte son septième titre de champion du monde. Repoussé à 110 unités, Valtteri Bottas (197 points) et quatorzième de l'épreuve à un tour de son coéquipier, reste sous la menace de Max Verstappen (170 points) pour la deuxième place du championnat. Sergio Pérez (100 points) récupère le quatrième rang, devant Charles Leclerc (97 points), alors que Daniel Ricciardo (96 points) rétrograde de deux places. Carlos Sainz (75 points), Lando Norris (74 points) et Alexander Albon (70 points) restent groupés du septième au neuvième rang ; Pierre Gasly (63 points) hors des points à Istanbul, reste dixième. Derrière Mercedes Grand Prix, 504 points et déjà sacré, et Red Bull Racing (240 points) assuré de terminer deuxième, le podium du championnat des constructeurs va se jouer entre Racing Point (154 points) qui grimpe au troisième rang, McLaren (149 points), Renault (136 points) et Ferrari (130 points). AlphaTauri est isolé en septième position (89 points), Alfa Romeo (8 points) et Haas (3 points) complètent le classement tandis que Williams est toujours à la recherche de son premier point.

## Contexte avant la course

### Hamilton en passe de gagner son septième titre mondial
Alors que son écurie s'est assurée son septième titre consécutif des constructeurs (nouveau record) dès la course précédente, à Imola, Lewis Hamilton est en mesure d'égaler le record de Michael Schumacher, avec une septième couronne chez les pilotes, dès la manche turque.
Lewis Hamilton, vainqueur à neuf reprises en 2020, possède 85 points de mieux que Valtteri Bottas, qui reste son unique rival pour le titre. Après le Grand Prix de Turquie, trois épreuves (deux à Bahreïn, une à Abou Dabi) sont au programme, pour un total de 78 points maximum à marquer (trois victoires bonifiées par un meilleur tour en course). Ainsi, pour ceindre la couronne, Hamilton sera sacré s'il termine la course devant son coéquipier, et au pire, doit boucler son weekend en ne lui concédant que sept points pour en conserver 78.

## Pneus disponibles
| Pneus pour piste sèche | Pneus pour piste sèche | Pneus pour piste sèche | Pneus pluie    | Pneus pluie |
| ---------------------- | ---------------------- | ---------------------- | -------------- | ----------- |
| Durs (Type C1)         | Médiums (Type C2)      | Tendres (Type C3)      | Intermédiaires | Pluie       |

## Essais libres

### Première séance, le vendredi de 9 h à 10 h 30
| Pos. | Pilote           | Voiture          | Chrono         | Écart     |
| ---- | ---------------- | ---------------- | -------------- | --------- |
| 1    | Max Verstappen   | Red Bull-Honda   | 1 min 35 s 077 |           |
| 2    | Alexander Albon  | Red Bull-Honda   | 1 min 35 s 318 | + 0 s 241 |
| 3    | Charles Leclerc  | Ferrari          | 1 min 35 s 507 | + 0 s 430 |
| 4    | Pierre Gasly     | AlphaTauri-Honda | 1 min 35 s 543 | + 0 s 466 |
| 5    | Sebastian Vettel | Ferrari          | 1 min 35 s 620 | + 0 s 543 |
| 6    | Daniil Kvyat     | AlphaTauri-Honda | 1 min 36 s 738 | + 1 s 661 |

- En raison du grand manque d'adhérence de la piste stambouliote, tous les pilotes tournent à plus de dix secondes du record réalisé par Juan Pablo Montoya en course lors de l'édition 2005 (1 min 24 s 770).

### Deuxième séance, le vendredi de 13 h à 14 h 30
| Pos. | Pilote          | Voiture          | Chrono         | Écart     |
| ---- | --------------- | ---------------- | -------------- | --------- |
| 1    | Max Verstappen  | Red Bull-Honda   | 1 min 28 s 330 |           |
| 2    | Charles Leclerc | Ferrari          | 1 min 28 s 731 | + 0 s 401 |
| 3    | Valtteri Bottas | Mercedes         | 1 min 28 s 905 | + 0 s 575 |
| 4    | Lewis Hamilton  | Mercedes         | 1 min 29 s 180 | + 0 s 850 |
| 5    | Alexander Albon | Red Bull-Honda   | 1 min 29 s 363 | + 1 s 033 |
| 6    | Daniil Kvyat    | AlphaTauri-Honda | 1 min 29 s 689 | + 1 s 359 |

- Lewis Hamilton, en difficulté lors des deux premières séances d'essais libres, avec une monoplace aussi sous-vireuse que survireuse, n'a pas caché son agacement face au resurfaçage du circuit : « Cette piste est fantastique et je comprends pas vraiment quand ils dépensent des millions pour refaire une surface. Je sais qu'il était peu utilisé pendant longtemps mais ils auraient pu le nettoyer peut-être plutôt que de gâcher leur argent. La piste est pire que Portimão quand nous avions une surface toute neuve là-bas. Pour nous, les pneus ne fonctionnent pas et vous avez l'impression d'être sur de la glace. On n'a pas le plaisir d'un tour qu'on aurait normalement à Istanbul et je ne vois pas les choses changer. C'est terrifiant tout le long du tour[6]. »

- Valtteri Bottas se plaint également de l'asphalte du circuit turc : « L'expérience de pilotage était assez éloignée d'un style normal même en Libres 1. Nous sommes habitués à des pistes vertes ou sales mais là... c'était une version assez extrême[7]. »

- Max Verstappen a également critiqué le niveau d'adhérence très faible du tracé d'Istanbul : « Même en EL2, il y avait très peu d'adhérence, c'est un peu dommage. J'espère qu'il ne va pas pleuvoir parce que ça serait vraiment piloter sur de la glace. Nous devrons peut-être passer à des clous ou quelque chose comme ça sur les pneus. Ce serait assez intéressant, mais on verra[8]. »

### Troisième séance, le samedi de 10 h à 11 h
| Pos. | Pilote           | Voiture         | Chrono         | Écart     |
| ---- | ---------------- | --------------- | -------------- | --------- |
| 1    | Max Verstappen   | Red Bull-Honda  | 1 min 48 s 485 |           |
| 2    | Charles Leclerc  | Ferrari         | 1 min 49 s 430 | + 0 s 945 |
| 3    | Alexander Albon  | Red Bull-Honda  | 1 min 50 s 059 | + 1 s 574 |
| 4    | Esteban Ocon     | Renault         | 1 min 53 s 897 | + 5 s 412 |
| 5    | Lando Norris     | McLaren-Renault | 1 min 53 s 995 | + 5 s 510 |
| 6    | Sebastian Vettel | Ferrari         | 1 min 54 s 490 | + 6 s 005 |

- Cette séance se déroule sous la pluie et sur une piste gorgée d'eau. Les pilotes tournent en pneumatiques sculptés à bandes bleues[10].

## Séance de qualifications

### Résultats des qualifications
| Pos.                                                                                      | Pilote             | Écurie                    | Qualifications 1 | Qualifications 2 | Qualifications 3 |
| ----------------------------------------------------------------------------------------- | ------------------ | ------------------------- | ---------------- | ---------------- | ---------------- |
| 1                                                                                         | Lance Stroll       | Racing Point-BWT Mercedes | 2 min 07 s 467   | 1 min 53 s 372   | 1 min 47 s 765   |
| 2                                                                                         | Max Verstappen     | Red Bull-Honda            | 1 min 57 s 485   | 1 min 50 s 293   | 1 min 48 s 055   |
| 3                                                                                         | Sergio Pérez       | Racing Point-BWT Mercedes | 2 min 07 s 614   | 1 min 54 s 097   | 1 min 49 s 321   |
| 4                                                                                         | Alexander Albon    | Red Bull-Honda            | 1 min 59 s 431   | 1 min 52 s 282   | 1 min 50 s 448   |
| 5                                                                                         | Daniel Ricciardo   | Renault                   | 2 min 05 s 598   | 1 min 54 s 278   | 1 min 51 s 595   |
| 6                                                                                         | Lewis Hamilton     | Mercedes                  | 2 min 07 s 599   | 1 min 52 s 709   | 1 min 52 s 560   |
| 7                                                                                         | Esteban Ocon       | Renault                   | 2 min 06 s 115   | 1 min 53 s 657   | 1 min 52 s 622   |
| 8                                                                                         | Kimi Räikkönen     | Alfa Romeo-Ferrari        | 2 min 01 s 249   | 1 min 53 s 793   | 1 min 52 s 745   |
| 9                                                                                         | Valtteri Bottas    | Mercedes                  | 2 min 07 s 001   | 1 min 53 s 767   | 1 min 53 s 258   |
| 10                                                                                        | Antonio Giovinazzi | Alfa Romeo-Ferrari        | 2 min 07 s 341   | 1 min 53 s 431   | 1 min 57 s 226   |
| 11                                                                                        | Lando Norris       | McLaren-Renault           | 2 min 07 s 167   | 1 min 54 s 945   |                  |
| 12                                                                                        | Sebastian Vettel   | Ferrari                   | 2 min 03 s 356   | 1 min 55 s 169   |                  |
| 13                                                                                        | Carlos Sainz Jr.   | McLaren-Renault           | 2 min 07 s 489   | 1 min 55 s 410   |                  |
| 14                                                                                        | Charles Leclerc    | Ferrari                   | 2 min 04 s 464   | 1 min 56 s 696   |                  |
| 15                                                                                        | Pierre Gasly       | AlphaTauri-Honda          | 2 min 05 s 579   | 1 min 58 s 556   |                  |
| 16                                                                                        | Kevin Magnussen    | Haas-Ferrari              | 2 min 08 s 007   |                  |                  |
| 17                                                                                        | Daniil Kvyat       | AlphaTauri-Honda          | 2 min 09 s 070   |                  |                  |
| 18                                                                                        | George Russell     | Williams-Mercedes         | 2 min 10 s 017   |                  |                  |
| 19                                                                                        | Romain Grosjean    | Haas-Ferrari              | 2 min 12 s 909   |                  |                  |
| 20                                                                                        | Nicholas Latifi    | Williams-Mercedes         | 2 min 21 s 611   |                  |                  |
| Temps minimal à réaliser pour la qualification : 2 min 05 s 708 (107 % de 1 min 57 s 485) |                    |                           |                  |                  |                  |

### Grille de départ
- George Russell, auteur du dix-huitième temps, est pénalisé d'un départ depuis la dernière place sur la grille pour le changement de plusieurs éléments de son unité de propulsion (moteur, turbo et MGU-H). Il est pénalisé d'un recul de cinq places supplémentaires pour ne pas avoir respecté les drapeaux jaunes lors de la première séance de qualification, ce qui n'a aucune conséquence après l'application de la première sanction[13],[14];
- Pierre Gasly , auteur du quinzième temps, est pénalisé d'un départ depuis le fond de grille, son écurie ayant dû briser la règle du parc fermé pour procéder au changement de tous les éléments de son unité de puissance ; à la suite des pénalités de Russell, il s'élance de la dix-neuvième place[15],[16];
- Carlos Sainz Jr., auteur du treizième temps, est pénalisé d'un recul de trois places sur la grille pour avoir gêné Sergio Pérez lors de la deuxième séance de qualification. Le rapport des commissaires précise : « La voiture no 55 [Sainz] sortait des stands quand la voiture no 11 [Pérez] était dans le virage no 1. La voiture no 11 a été rattrapée par la voiture no 55 aux virages no 2 et no 3 et a été inutilement gênée à ce moment-là puis durant plusieurs virages ensuite. Les conditions de piste extraordinaires ont clairement eu une incidence sur la situation mais les communications radio ont clairement permis de prévenir la voiture no 55 de la présence de la voiture no 11. » ; à la suite de la pénalisation de Gasly, il s'élance de la quinzième place [17],[18];
- Lando Norris, auteur du onzième temps, est pénalisé d'un recul de cinq places sur la grille pour non respect des drapeaux jaunes. Alors qu'un double drapeau jaune était agité lors de la première phase qualificative, les commissaires ont jugé que l'amélioration de son temps contrevenait au règlement : « La télémétrie a montré que Norris a ralenti dans le secteur et a repris sa vitesse après l'incident. Il a ensuite demandé à son équipe s'il devait annuler son temps et il lui a été dit de rester en piste à cause des conditions changeantes. Norris a fait son tour et ça a été son meilleur temps de la Q1. Les commissaires reconnaissent que la voiture no 4 n'essayait pas de faire un meilleur temps mais, compte-tenu des changements de condition, il l'a quand même fait et a enfreint les règles. » ; à la suite des pénalisations de Sainz et Gasly, il s'élance finalement de la quatorzième place[18],[19].

## Course

### Classement de la course
| Pos. | no | Pilote             | Écurie                    | Tours | Temps/Abandon                      | Grille  | Points |
| ---- | -- | ------------------ | ------------------------- | ----- | ---------------------------------- | ------- | ------ |
| 1    | 44 | Lewis Hamilton     | Mercedes                  | 58    | 1 h 42 min 19 s 313 (181,425 km/h) | 6       | 25     |
| 2    | 11 | Sergio Pérez       | Racing Point-BWT Mercedes | 58    | + 31 s 633                         | 3       | 18     |
| 3    | 5  | Sebastian Vettel   | Ferrari                   | 58    | + 31 s 960                         | 11      | 15     |
| 4    | 16 | Charles Leclerc    | Ferrari                   | 58    | + 33 s 858                         | 12      | 12     |
| 5    | 55 | Carlos Sainz Jr.   | McLaren-Renault           | 58    | + 34 s 363                         | 15      | 10     |
| 6    | 33 | Max Verstappen     | Red Bull-Honda            | 58    | + 44 s 873                         | 2       | 8      |
| 7    | 23 | Alexander Albon    | Red Bull-Honda            | 58    | + 46 s 484                         | 4       | 6      |
| 8    | 4  | Lando Norris       | McLaren-Renault           | 58    | + 1 min 01 s 259                   | 14      | 4 + 1  |
| 9    | 18 | Lance Stroll       | Racing Point-BWT Mercedes | 58    | + 1 min 12 s 353                   | 1       | 2      |
| 10   | 3  | Daniel Ricciardo   | Renault                   | 58    | + 1 min 35 s 460                   | 5       | 1      |
| 11   | 31 | Esteban Ocon       | Renault                   | 57    | + 1 tour                           | 7       |        |
| 12   | 26 | Daniil Kvyat       | AlphaTauri-Honda          | 57    | + 1 tour                           | 16      |        |
| 13   | 10 | Pierre Gasly       | AlphaTauri-Honda          | 57    | + 1 tour                           | 19      |        |
| 14   | 77 | Valtteri Bottas    | Mercedes                  | 57    | + 1 tour                           | 9       |        |
| 15   | 7  | Kimi Räikkönen     | Alfa Romeo-Ferrari        | 57    | + 1 tour                           | 8       |        |
| 16   | 63 | George Russell     | Williams-Mercedes         | 57    | + 1 tour                           | Pitlane |        |
| 17   | 20 | Kevin Magnussen    | Haas-Ferrari              | 55    | Retrait volontaire                 | 13      |        |
| Abd. | 8  | Romain Grosjean    | Haas-Ferrari              | 49    | Fond plat                          | 17      |        |
| Abd. | 6  | Nicholas Latifi    | Williams-Mercedes         | 39    | Dégâts                             | Pitlane |        |
| Abd. | 99 | Antonio Giovinazzi | Alfa Romeo-Ferrari        | 11    | Boîte de vitesses                  | 10      |        |

### Pole position et record du tour
- Pole position :  Lance Stroll (Racing Point-BWT Mercedes) en 1 min 47 s 765 (178,321 km/h)[21].
- Meilleur tour en course :  Lando Norris (McLaren-Renault) en 1 min 36 s 806 (198,508 km/h) au cinquante-huitième tour ; huitième de l'épreuve, il remporte le point bonus associé au meilleur tour en course[22].

### Tours en tête
- Lance Stroll (Racing Point-BWT Mercedes) : 32 tours (1-9 / 13-35)[23]
- Sergio Pérez (Racing Point-BWT Mercedes) : 2 tours (10 / 36)
- Max Verstappen (Red Bull-Honda) : 1 tour (11)
- Alexander Albon (Red Bull-Honda) : 1 tour (12)
- Lewis Hamilton (Mercedes) : 22 tours (37-58)

## Classements généraux à l'issue de la course
| Pos.     | Pilote             | Écurie                    | Points |
| -------- | ------------------ | ------------------------- | ------ |
| Champion | Lewis Hamilton     | Mercedes                  | 307    |
| 2        | Valtteri Bottas    | Mercedes                  | 197    |
| 3        | Max Verstappen     | Red Bull-Honda            | 170    |
| 4        | Sergio Pérez       | Racing Point-BWT Mercedes | 100    |
| 5        | Charles Leclerc    | Ferrari                   | 97     |
| 6        | Daniel Ricciardo   | Renault                   | 96     |
| 7        | Carlos Sainz Jr.   | McLaren-Renault           | 75     |
| 8        | Lando Norris       | McLaren-Renault           | 74     |
| 9        | Alexander Albon    | Red Bull-Honda            | 70     |
| 10       | Pierre Gasly       | AlphaTauri-Honda          | 63     |
| 11       | Lance Stroll       | Racing Point-BWT Mercedes | 59     |
| 12       | Esteban Ocon       | Renault                   | 40     |
| 13       | Sebastian Vettel   | Ferrari                   | 33     |
| 14       | Daniil Kvyat       | AlphaTauri-Honda          | 26     |
| 15       | Nico Hülkenberg    | Racing Point-BWT Mercedes | 10     |
| 16       | Kimi Räikkönen     | Alfa Romeo-Ferrari        | 4      |
| 17       | Antonio Giovinazzi | Alfa Romeo-Ferrari        | 4      |
| 18       | Romain Grosjean    | Haas-Ferrari              | 2      |
| 19       | Kevin Magnussen    | Haas-Ferrari              | 1      |

| Pos.     | Écurie                    | Points |
| -------- | ------------------------- | ------ |
| Champion | Mercedes                  | 504    |
| 2        | Red Bull-Honda            | 240    |
| 3        | Racing Point-BWT Mercedes | 154    |
| 4        | McLaren-Renault           | 149    |
| 5        | Renault                   | 136    |
| 6        | Ferrari                   | 130    |
| 7        | AlphaTauri-Honda          | 89     |
| 8        | Alfa Romeo-Ferrari        | 8      |
| 9        | Haas-Ferrari              | 3      |

## Statistiques
Le Grand Prix de Turquie 2020 représente :
- la 1re pole position de Lance Stroll[27]. Il devient le 101e poleman en Formule 1 et le premier Canadien depuis Jacques Villeneuve au Grand Prix automobile d'Europe 1997[28],[29] ;
- la 1re pole position pour Racing Point[30] ;
- la 94e victoire de Lewis Hamilton, sa dixième de la saison[31] ;
- la 114e victoire de Mercedes en tant que constructeur[32] ;
- la 200e victoire de Mercedes en tant que motoriste[33] ;
- le 500e Grand Prix de Sauber qui a, depuis 2018, pris la dénomination commerciale Alfa Romeo Racing[34] ;
- le 300e Grand Prix de Red Bull Racing[35] ;
- le 1er tour en tête d'Alexander Albon[36] ;
- les 1ers tours en tête de Lance Stroll (32 tours)[37].

Au cours de ce Grand Prix :
- Lewis Hamilton remporte son 7e titre de champion du monde et égale le record de Michael Schumacher[38] ;
- Avec un 73e succès avec la même écurie, Lewis Hamilton bat le précédent record détenu par  Michael Schumacher (72 victoires avec Ferrari)[39] ;
- Charles Leclerc atteint la barre des 400 points inscrits en Formule 1[40] ;
- Pour la première fois de la saison, une Mercedes ne s'élance pas en pole position[41] ;
- Pour la première fois de la saison, les deux monoplaces de l'écurie Alfa Romeo Racing atteignent la dernière phase des qualifications[42] ;
- Sebastian Vettel est élu « Pilote du jour » à l'issue d'un vote organisé sur le site officiel de la Formule 1[43] ;
- Derek Warwick (146 départs en Grands Prix entre 1981 et 1993, quatre podiums, 71 points inscrits) est nommé conseiller par la FIA pour aider dans leurs jugements le groupe des commissaires de course[44].